# Matthew Davies
Pour les articles homonymes, voir Davies.
Matthew Davies (né le 4 mai 1981 à Southampton en Angleterre), est un patineur artistique britannique (anglais). Il est double champion de Grande-Bretagne en 2002 et 2004.

## Biographie

### Carrière sportive
Matthew Davies monte quatre fois sur le podium des championnats de Grande-Bretagne, dont deux fois sur la plus haute marche en 2002 et 2004.
Sur le plan international, il participe trois fois aux championnats d'Europe, dont le meilleur classement est une 18e place en 2000 à Vienne ; une seule fois aux championnats du monde en 2000 où il prend la 29e place ; mais ne sera jamais sélectionné pour représenter son pays aux Jeux olympiques d'hiver.

## Palmarès
| Compétition                     | 1998    | 1999    | 2000    | 2001    | 2002    | 2003    | 2004    |
| Jeux olympiques d'hiver         |         |         |         |         |         |         |         |
| Championnats du monde           |         |         | 29e     |         |         |         |         |
| Championnats d’Europe           |         |         | 18e     |         | 23e     |         | 23e     |
| Championnats de Grande-Bretagne |         | 2e      | 3e      | 5e      | 1er     | F       | 1er     |
| Championnats du monde juniors   | 15e     | 18e     |         |         |         |         |         |
| Grand Prix ISU                  | 1997/98 | 1998/99 | 1999/00 | 2000/01 | 2001/02 | 2002/03 | 2003/04 |
| Skate Canada                    |         |         |         | 8e      |         |         |         |
| Légende : F= Forfait            |         |         |         |         |         |         |         |